# Harmonie "St. Caecilia", Lutjebroek
De Muziekvereniging "Sint-Caecilia", Lutjebroek is een harmonieorkest, slagwerkgroep en leerlingenorkest uit Lutjebroek, nu deelgemeente van Stede Broec in de provincie Noord-Holland. De vereniging werd opgericht in februari 1912.

## Geschiedenis

### Harmonie
Bij de oprichting in 1912 werd gestart met twaalf leden en de toenmalige pastoor Postma werd naast geestelijk adviseur ook de artistieke leider. Tijdens de Eerste Wereldoorlog werden veel leden verloren. In de jaren 1930 kwam de vereniging weer tot bloei, waarbij onder leiding van de heer Koning aan talrijke concoursen kon worden deelgenomen en men promoveerde tot de ereafdeling.  Aangezien de vereniging in de Tweede Wereldoorlog weigerde toe te treden tot de door de bezetter ingestelde Kultuurkamer, hield zij in feite op te functioneren. Na afloop van de oorlog kwamen de activiteiten weer op gang. Dankzij de muziekschool en onder leiding van de heer Piet Morsch, docent aan de muziekschool, kon de basis worden gelegd voor de vereniging van heden. In 1972 werd Arie J. Vlam opvolger van Morsch als dirigent van de harmonie. Na een aantal jaren onder leiding van Alida Holwerda te hebben gestaan, en daarna onder leiding van Wim Klaver, is nu Niels Ket dirigent van de harmonie.

### Percussion Ensemble
Naast het harmonieorkest bestaat er ook een Percussion Ensemble ofwel slagwerkgroep binnen de vereniging. 
De basis van deze afdeling ligt bij een aantal mensen die vlak na de Tweede Wereldoorlog samen aan het trommelen sloegen. Vanaf 1951 werd Cor Bakker de instructeur van deze groep en werden de zaken serieus aangepakt. Dit resulteerde in vele successen bij diverse wedstrijden. Er werd uitgekomen in de eredivisie. In 1987 werd Bakker bij zijn afscheid van de vereniging tot erelid benoemd. Tevens kreeg hij de bronzen legpenning van de Federatie van Katholieke Muziekkorpsen, als blijk van waardering voor de vele verdiensten die Bakker had voor de HaFaBrasector.
Eind jaren zeventig, begin jaren tachtig, was er een terugval van de slagwerkgroep. Vanaf 1987 stond ze onder leiding van Marcel Oud, wat zorgde voor nieuw elan. De club groeide van zeven naar zesendertig leden. Daarnaast zorgde Oud ervoor dat hij zelf de slagwerkers kon opleiden voor de landelijke slagwerkdiploma's. De club promoveerde mede daardoor van de derde divisie naar de eredivisie op twee verschillende onderdelen, te weten de marsconcoursen en de podiumconcoursen. Er werden voor het eerst in de geschiedenis van Sint-Caecilia kampioenstitels behaald in de eerste én eredivisie van solistenwedstrijden.
In april 2005 besloot Oud op te stappen. Bij zijn afscheid werd hij tot erelid benoemd van het Percussion Ensemble. De club staat sindsdien onder leiding van Emiel Dijkstra.

## Dirigenten
- 1912 - ???? Pastoor Postma
- ???? - ???? Dhr. Koning
- 1951 - 1987 Cor Bakker (Drumband)
- ???? - 1972 Pieter Morsch
- 1972 - 1999 Arie J. Vlam
- 1999 -  2002 Ton van de Kieft
- 1987 - 2005 Marcel Oud (Percussion Ensemble)
- 2002 - 2008 Alida Holwerda
- 2005 - heden Emiel Dijkstra (Percussion Ensemble)
- 2008 - 2019 Wim Klaver
- 2019 - heden Niels Ket